# CLED-Agar

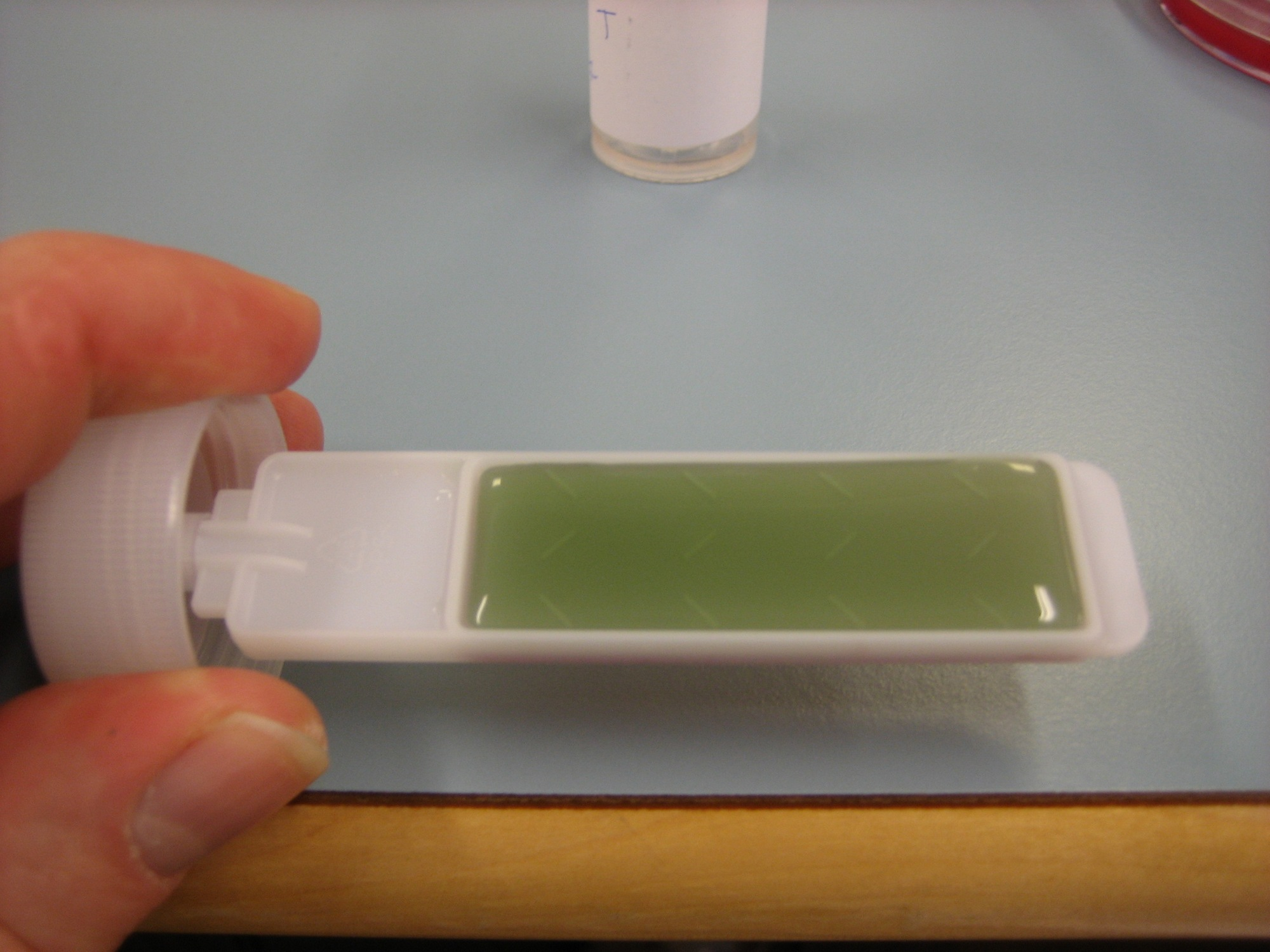
Eine CLED-Agarplatte nach der Inkubation, ohne Wachstum von Mikroorganismen aus einer Urinprobe.

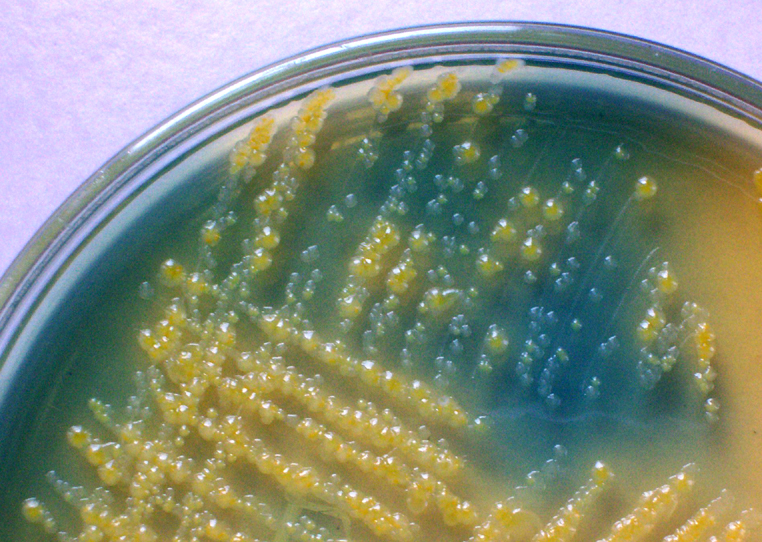
CLED-Agar mit Lactose-positiven (gelb gefärbten) und Lactose-negativen (blau gefärbten) Kolonien.

CLED-Agar (Cystine Lactose Electrolyte Deficient-Agar) dient in der Mikrobiologie als Universalmedium für Mikroorganismen. Der nährstoffreiche und elektrolytarme Nährboden dient vor allem der Kultivierung von Bakterien aus dem Harn.
Aufgrund des Fehlens von Elektrolyten wird das Schwärmen von Proteus verhindert. Lactose-fermentierende Bakterien bilden aufgrund des Indikators Bromthymolblau eine gelbe Kolonie, nicht Lactose-fermentierende Bakterien bilden dagegen blaue Kolonien.
| pH-Wert        | 7,3      |
| Pepton         | 4 g/l    |
| Fleischextrakt | 3 g/l    |
| Caseinpepton   | 4 g/l    |
| Lactose        | 10 g/l   |
| L-Cystin       | 128 mg/l |
| Bromthymolblau | 20 mg/l  |
| Agar           | 15 g/l   |